# Trossin
Trossin es un municipio situado en el distrito de Sajonia Septentrional, en el estado federado de Sajonia (Alemania), a una altitud de 100 metros. Su población a finales de 2016 era de unos 1300 habitantes y su densidad poblacional, 16 hab/km².